# Costâna
Costâna – wieś w Rumunii, w okręgu Suczawa, w gminie Todirești. W 2011 roku liczyła 1190 mieszkańców. 